# Dermomurex abyssicolus
Dermomurex abyssicolus is een slakkensoort uit de familie van de Muricidae. De wetenschappelijke naam van de soort is voor het eerst geldig gepubliceerd in 1865 door Crosse.